# László Vajda
László Vajda, född 19 november 1943 i Budapest, Ungern, död 16 juli 1995, var en ungersk skådespelare.

## Filmografi (urval)
- 1991 - Trots allt